# Konvekční buňka

Konvektívní buňky. Dno náboby s tekutinou je ohříváno. Červené (teplejší) a modré (chladnější) šipky v nádobě znázorňují proudění.

Konvekční buňka, také konvektivní buňka, je systém stoupajících a klesajících konvekčních proudů v látce plynné nebo tekuté, tvořící v ustáleném stavu uzavřenou smyčku.
Tvar konvekčních buněk vznikajících v tekutině závisí na mnoha faktorech: na geometrii média (např. tvar nádoby), distribuci a účinnosti zdroje tepla, ale také na vlastnostech plynu podléhajícím konvekci (zejména Rayleighovo číslo a viskozita).